# The Pretenders
The Pretenders – angielska grupa rockowa założona w 1978 w Hereford przez Amerykankę Chrissie Hynde, Jamesa Honeymana-Scotta, Pete’a Farndona oraz Martina Chambersa.
Zespół od początku miał charakter rockowy, na pograniczu nowej fali. Po kilku singlach, w roku 1980 wydali pierwszy longplay Pretenders, entuzjastycznie przyjęty przez publiczność oraz krytyków. Pretenders znalazł się na liście najlepszych albumów wszech czasów kanału telewizjnego VH1 (miejsce 52). W 2003 r. debiutancki album został umieszczony na miejscu 155 przez magazyn Rolling Stone na liście 500 najlepszych albumów wszech czasów. W 1989 ten sam magazyn umieścił go na 20 miejscu w zestawieniu najlepszych płyty lat 80. Po roku został wydany kolejny album – Pretenders II. Wkrótce formację opuścili Honeyman–Scott i Farndon, a w 1984 roku na rynku pojawił się album Learning to Crawl. W kolejnych latach zespół nagrał m.in. Get Closed, Last of Independents, Viva el Amor.  W 2005 zespół został wprowadzony do Rock and Roll Hall of Fame.

## Dyskografia

### Albumy
- Pretenders (1980)
- Extended Play (1981)
- Pretenders II (1981)
- Learning to Crawl (1984)
- Get Close (1986)
- The Singles (1987)
- Packed! (1990)
- Last of the Independents (1994)
- The Isle of View (1995)
- Viva el Amor (1999)
- Greatest Hits (2000)
- Loose Screw (2002)
- Pirate Radio (2006)
- Break Up The Concrete (2008)
- Alone (2016)[2]
- Hate For Sale (2020)[3]
- Relentless (2023)[4]

### Single
| Rok  | Tytuł                             | Miejsce | Miejsce          | Miejsce              | Miejsce          | Album                             |
| Rok  | Tytuł                             | U.S.    | U.S. Modern Rock | U.S. Mainstream Rock | UK Singles Chart | Album                             |
| ---- | --------------------------------- | ------- | ---------------- | -------------------- | ---------------- | --------------------------------- |
| 1979 | „Stop Your Sobbing”               | 65      | -                | -                    | 34               | Pretenders                        |
| 1979 | „Kid”                             | -       | -                | -                    | 33               | Pretenders                        |
| 1980 | „Brass in Pocket”                 | 14      | -                | -                    | 1                | Pretenders                        |
| 1980 | „Talk of the Town”                | -       | -                | -                    | 8                | Extended Play; Pretenders II      |
| 1981 | „Message of Love”                 | -       | -                | 5                    | 11               | Extended Play; Pretenders II      |
| 1981 | „Day After Day”                   | -       | -                | -                    | 45               | Pretenders II                     |
| 1981 | „The Adultress”                   | -       | -                | 12                   | -                | Pretenders II                     |
| 1981 | „I Go to Sleep”                   | -       | -                | -                    | 7                | Pretenders II                     |
| 1983 | „Back on the Chain Gang”          | 5       | -                | 4                    | 17               | Learning to Crawl                 |
| 1983 | „My City Was Gone”                | -       | -                | 11                   | -                | Learning to Crawl                 |
| 1983 | „2000 Miles”                      | -       | -                | -                    | 15               | Learning to Crawl                 |
| 1983 | „Middle of the Road”              | 19      | -                | 8                    | 81               | Learning to Crawl                 |
| 1984 | „Show Me”                         | 28      | -                | 13                   | -                | Learning to Crawl                 |
| 1984 | „Thin Line Between Love and Hate” | 83      | -                | -                    | 49               | Learning to Crawl                 |
| 1986 | „Don't Get Me Wrong”              | 10      | -                | 1                    | 10               | Get Close                         |
| 1986 | „Hymn to Her”                     | -       | -                | -                    | 8                | Get Close                         |
| 1987 | „My Baby”                         | 64      | -                | 1                    | 84               | Get Close                         |
| 1987 | „Room Full of Mirrors”            | -       | -                | 28                   | -                | Get Close                         |
| 1987 | „Where Has Everybody Gone?”       | -       | -                | 26                   | -                | The Living Daylights (soundtrack) |
| 1987 | „If There Was a Man”              | -       | -                | -                    | 49               | The Living Daylights (soundtrack) |
| 1988 | „Windows of the World”            | -       | 21               | -                    | -                | -                                 |
| 1990 | „Never Do That”                   | -       | 4                | 5                    | 81               | Packed!                           |
| 1990 | „Hold a Candle to This”           | -       | 18               | -                    | -                | Packed!                           |
| 1990 | „Sense of Purpose”                | -       | 23               | -                    | -                | Packed!                           |
| 1994 | „Night in My Veins”               | 71      | 2                | 13                   | 25               | Last of the Independents          |
| 1994 | „I’ll Stand by You”               | 16      | 21               | 7                    | 10               | Last of the Independents          |
| 1994 | „977”                             | -       | -                | -                    | 66               | Last of the Independents          |
| 1994 | „Kid” (re-recording)              | -       | -                | -                    | 73               | -                                 |
| 1999 | „Human”                           | -       | -                | -                    | 33               | Viva El Amor                      |